# Liste des présidents du Togo
Pour un article plus général, voir Président de la République togolaise.
Cet article dresse la liste des présidents de la République togolaise depuis son indépendance de la France le 27 avril 1960.

## Liste des présidents
| No  | Portrait                 | Titulaire (Naissance-mort)            | Élection    | Mandat          | Mandat                      | Mandat                      | Parti politique | Parti politique     | Notes |
| No  | Portrait                 | Titulaire (Naissance-mort)            | Élection    | Début           | Fin                         | Durée                       | Parti politique | Parti politique     | Notes |
| --- | ------------------------ | ------------------------------------- | ----------- | --------------- | --------------------------- | --------------------------- | --------------- | ------------------- | --- |
| 1   | Sylvanus Olympio         | Sylvanus Olympio (1902-1963)          | 1961        | 27 avril 1960   | 13 janvier 1963 (assassiné) | 2 ans, 8 mois et 17 jours   |                 | CUT                 | Nommé Premier ministre, il devient le premier président de la République à l'indépendance. Il est assassiné lors du coup d'État militaire de 1963. |
| —   | Emmanuel Bodjollé        | Emmanuel Bodjollé (né en 1928)        | Coup d'État | 13 janvier 1963 | 16 janvier 1963             | 3 jours                     |                 | Militaire           | Chef d'État par intérim en tant que président du Comité insurrectionnel à la suite du coup d'État. Il démissionne pour laisser sa place à Nicolas Grunitzky.                                                                                           |
| 2   | Nicolas Grunitzky        | Nicolas Grunitzky (1913-1969)         | 1963        | 16 janvier 1963 | 13 janvier 1967 (déposé)    | 3 ans, 11 mois et 28 jours  |                 | PTP                 | Désigné président de la République par intérim puis élu en mai 1963. Il est déposé par un coup d'État militaire en 1967. |
| —   | Kléber Dadjo             | Kléber Dadjo (1914-1988)              | Coup d'État | 14 janvier 1967 | 14 avril 1967               | 3 mois                      |                 | Militaire           | Chef de l'État par intérim en qualité de président du Comité national de réconciliation. Il démissionne pour laisser sa place à Gnassingbé Eyadema. |
| 3   | Gnassingbé Eyadéma       | Gnassingbé Eyadéma (1935-2005)        | —           | 14 avril 1967   | 9 janvier 1972              | 37 ans, 9 mois et 22 jours  |                 | RPT                 | Devenu président de la République. Il décède pendant son 7e mandat présidentiel en 2005. |
| 3   | Gnassingbé Eyadéma       | Gnassingbé Eyadéma (1935-2005)        | 1972        | 9 janvier 1972  | 13 janvier 1980             | 37 ans, 9 mois et 22 jours  |                 | RPT                 | Devenu président de la République. Il décède pendant son 7e mandat présidentiel en 2005. |
| 3   | Gnassingbé Eyadéma       | Gnassingbé Eyadéma (1935-2005)        | 1979        | 13 janvier 1980 | Janvier 1986                | 37 ans, 9 mois et 22 jours  |                 | RPT                 | Devenu président de la République. Il décède pendant son 7e mandat présidentiel en 2005. |
| 3   | Gnassingbé Eyadéma       | Gnassingbé Eyadéma (1935-2005)        | 1986        | Janvier 1986    | Septembre 1993              | 37 ans, 9 mois et 22 jours  |                 | RPT                 | Devenu président de la République. Il décède pendant son 7e mandat présidentiel en 2005. |
| 3   | Gnassingbé Eyadéma       | Gnassingbé Eyadéma (1935-2005)        | 1993        | Septembre 1993  | Juillet 1998                | 37 ans, 9 mois et 22 jours  |                 | RPT                 | Devenu président de la République. Il décède pendant son 7e mandat présidentiel en 2005. |
| 3   | Gnassingbé Eyadéma       | Gnassingbé Eyadéma (1935-2005)        | 1998        | Juillet 1998    | 20 juin 2003                | 37 ans, 9 mois et 22 jours  |                 | RPT                 | Devenu président de la République. Il décède pendant son 7e mandat présidentiel en 2005. |
| 3   | Gnassingbé Eyadéma       | Gnassingbé Eyadéma (1935-2005)        | 2003        | 20 juin 2003    | 5 février 2005              | 37 ans, 9 mois et 22 jours  |                 | RPT                 | Devenu président de la République. Il décède pendant son 7e mandat présidentiel en 2005. |
| 4   | Faure Gnassingbé         | Faure Gnassingbé (né en 1966)         | Coup d'État | 7 février 2005  | 25 février 2005             | 18 jours                    |                 | RPT                 | Arrivé au pouvoir par un coup d'État militaire, qui aboutit à sa nomination comme président de l'Assemblée nationale, devenant président de la République par succession présidentielle. Il démissionne sous pression de la communauté internationale. |
| 4   | Faure Gnassingbé         | Faure Gnassingbé (né en 1966)         | intérim     | 21 février 2005 | 25 février 2005             | 18 jours                    |                 | RPT                 | Arrivé au pouvoir par un coup d'État militaire, qui aboutit à sa nomination comme président de l'Assemblée nationale, devenant président de la République par succession présidentielle. Il démissionne sous pression de la communauté internationale. |
| —   | Abbas Bonfoh             | Abbas Bonfoh (1948-2021)              | intérim     | 25 février 2005 | 4 mai 2005                  | 2 mois et 9 jours           |                 | RPT                 | Président de la République par intérim. |
| (4) | Faure Gnassingbé         | Faure Gnassingbé (né en 1966)         | 2005        | 4 mai 2005      | 3 mai 2010                  | 19 ans, 11 mois et 29 jours |                 | RPT (jusqu'en 2012) | Président de la République. Devient président du Conseil à l'issue de son mandat. |
| (4) | Faure Gnassingbé         | Faure Gnassingbé (né en 1966)         | 2010        | 3 mai 2010      | 22 mai 2015                 | 19 ans, 11 mois et 29 jours |                 | RPT (jusqu'en 2012) | Président de la République. Devient président du Conseil à l'issue de son mandat. |
| (4) | Faure Gnassingbé         | Faure Gnassingbé (né en 1966)         | 2015        | 22 mai 2015     | 3 mai 2020                  | 19 ans, 11 mois et 29 jours |                 | UNIR                | Président de la République. Devient président du Conseil à l'issue de son mandat. |
| (4) | Faure Gnassingbé         | Faure Gnassingbé (né en 1966)         | 2020        | 3 mai 2020      | 3 mai 2025                  | 19 ans, 11 mois et 29 jours |                 | UNIR                | Président de la République. Devient président du Conseil à l'issue de son mandat. |
| 5   | Jean-Lucien Savi de Tové | Jean-Lucien Savi de Tové (né en 1939) | 2025        | 3 mai 2025      | en cours                    | 2 mois et 20 jours          |                 | CCP                 | Premier président de la Ve République, rôle honorifique. |